# Protocyon troglodytes
Protocyon troglodytes (incluye a Protocyon orcesi) es una especie de cánido extinto de gran tamaño, integrante del género Protocyon, que vivió en América del Sur durante el Pleistoceno. Su biocrón va desde el Ensenadense al Lujanense, con una antigüedad de entre 780.000 y 10.000 años aproximadamente.

## Taxonomía
Protocyon troglodytes fue descrito por Peter Wilhelm Lund en el año 1838.

## Distribución
Sus restos fósiles se limitan a la mitad norte de América del Sur, con especímenes descubiertos en el Pleistoceno medio-tardío y tardío de Ecuador, en el Pleistoceno tardío de Uruguay, y Venezuela, en el Pleistoceno medio-tardío de la Región Pampeana y el norte de la Argentina, Brasil, y Bolivia.
En Brasil se colectaron sus restos en Lagoa Santa en el estado de Minas Gerais, Bahía, Río Grande del Norte, Piaui, Ceará, Paraíba, Paraná, hasta las barrancas de la Formación Santa Vitória en el arroyo Chuy, en Santa Vitória do Palmar, Río Grande del Sur.

## Hábitat y comportamiento
Protocyon troglodytes habitaba en praderas de América del Sur a finales del Pleistoceno. Los análisis paleocológicos sobre la base del estudio de índices morfométricos y variables cualitativas indican que fue un taxón de hábitos hipercarnívoros, y que perseguían activamente y capturaban mamíferos de mediano a gran porte con una masa de entre 50 y 300 kg. Deben haber depredado principalmente a los numerosos cérvidos, caballos, camélidos, y pecaríes que habitaban en esas regiones de América del Sur durante ese periodo. Tal vez también incluso capturaron a ejemplares jóvenes de especies de mayor tamaño.

## Características
Se estimaron pesos para los ejemplares adultos de Protocyon troglodytes en el orden de los 20 a 30 kg. Estudios paleocológicos de la fauna del tramo final del Lujanense relacionan la extinción de varios mamíferos con tamaños mayores a los 100 kg y la desaparición de estos grandes cánidos hipercarnívoros.
Se caracteriza por poseer huesos palatinos largos y anchos que se extienden más allá de la altura de los dientes, el protocono P4 muy pequeño; hipocono de M1-2 muy reducido o ausente, M2 relativamente menor que M1; proceso coronoide anteroposteriormente ancho, pero dorso-ventralmente bajo; proceso angular grande; y foramen destacado, con apertura separada del canal alisfenóide.

## Relaciones filogenéticas
El análisis filogenético corroboró la inclusión Protocyon en el clado de los cánidos sudamericanos, junto con los géneros: Theriodictis y Chrysocyon.

## Especies emparentadas
Protocyon troglodytes está relacionada con las otras 2 especies que integran el género Protocyon:
- Protocyon scagliorum (antes: Protocyon scagliarum). Habitó en la Argentina.
- Protocyon tarijensis. Habitó en el sur de Bolivia. Era una especie que había sido referida a otro género: Theriodictis: Theriodictis tarijensis.